# Toni Menzinger
Toni Menzinger, z domu Hammelrath (ur. 17 marca 1905 r. w Düsseldorfie, zm. 27 grudnia 2007 r. w Karlsruhe) – niemiecka działaczka polityczna, członkini Unii Chrześcijańsko-Demokratycznej (CDU).

## Życiorys
Jej starszym bratem był pedagog Willi Hammelrath. Studiowała psychologię, zdała państwowe egzaminy nauczycielskie. Pracowała krótko jako nauczycielka; w 1931 wyszła za mąż za handlowca Willy Menzingera, osiadła w Karlsruhe i zajęła się prowadzeniem domu. Małżeństwo doczekało się trzech synów (Willa, Bernda i Klausa).
Po II wojnie światowej zajęła się działalnością społeczną, m.in. promocją wychowania katolickiego w rodzinie. W 1953 została z ramienia CDU wybrana do rady miasta Karlsruhe. W 1970 zajęła miejsce Otto Dullenkopfa (wybranego na nadburmistrza Karlsruhe) w Landtagu Badenii-Wirtembergii. Mandat zachowała po kolejnych wyborach w 1972 r. i 1976 r.; w 1976 roku jako seniorka izby otwierała inauguracyjne posiedzenie nowej kadencji. Pracę w Landtagu zakończyła w 1980 r. ze względu na podeszły wiek.
W marcu 1993 nadano jej honorowe obywatelstwo Karlsruhe. Została odznaczona m.in. Wielkim Krzyżem Zasługi RFN oraz papieskim medalem „Pro Eclesia et Pontifice”. Na uroczystościach jej 100 urodzin w 2005 gośćmi byli m.in. trzej premierzy Badenii-Wirtembergii – Erwin Teufel, Lothar Späth i Hans Filbinger.